# Биковський Ігор Ігорович
І́гор І́горович Бико́вський (нар. 5 вересня 1996, Маріуполь, Україна) — український футболіст, нападник ФСК «Маріуполь».

## Життєпис
Ігор Биковський народився в Маріуполі в спортивній родині (батьки Ігора — кандидати в майстри спорту з легкої атлетики). Вихованець футбольної школи маріупольського «Іллічівця». Протягом 2009—2013 років захищав кольори команди в чемпіонаті ДЮФЛУ, згодом був зарахований до дорослої команди. 23 серпня 2014 року дебютував у Кубку України, замінивши по ходу гри з «Миколаєвом» Сергія Приходька. В Прем'єр-лізі дебютував у останньому матчі сезону 2014/15 проти полтавської «Ворскли», вийшовши у доданий арбітром час замість В'ячеслава Чурка.
У липні 2015 року перейшов до лав донецького «Шахтаря», однак жодної гри ні за основний склад, ні за молодіжні команди так і не провів. З вересня того ж року — в київському «Арсеналі». Зі столичними «канонірами» у першому ж сезоні вийшов до Першої ліги, але в першій частині другого сезону зіграв лише 4 матчі та незабаром покинув клуб.
У сезоні 2017/18 виступав за маріупольський «Яруд» у аматорському чемпіонаті України, після чого повернувся в рідний ФК «Маріуполь». Втім, і цього разу заграти у команді не зумів, провівши лише одну гру у Прем'єр-лізі.
2019 року Биковський відправився до Вірменії, ставши гравцем «Локомотива» (Єреван), що виступав у другому дивізіоні країни. 2020 року «Локомотив» був звинувачений у проведенні договірних матчів, через що команда була виключена з чемпіонату, а Биковський отримав довічну дискваліфікацію.